# Tour d'Andalousie 2012
Le 58e Tour d'Andalousie a eu lieu du 19 au 23 février 2012. Elle est classée en catégorie 2.1 de l'UCI Europe Tour 2012.

## Présentation

### Participants

#### Équipes
Classé en catégorie 2.1 de l'UCI Europe Tour, le Tour d'Andalousie est par conséquent ouvert aux UCI ProTeams dans la limite de 50 % des équipes participantes, aux équipes continentales professionnelles, aux équipes continentales et à des équipes nationales.
Seize équipes prennent part à la course :
- sept UCI ProTeams : RadioShack-Nissan, Rabobank, Lotto-Belisol, Vacansoleil-DCM, Katusha, Euskaltel-Euskadi, Movistar ;
- huit équipes continentales professionnelles : NetApp, SpiderTech-C10, Saur-Sojasun, Project 1t4i, Caja Rural, Andalucía, Cofidis, Accent Jobs-Willems Veranda's ;
- une équipe continentale : NSP-Ghost.

## Les étapes
| Étape     | Date       | Villes étapes                                            | km      | Vainqueur d’étape    | Leader du classement général |
| --------- | ---------- | -------------------------------------------------------- | ------- | -------------------- | ---------------------------- |
| Prologue  | 19 février | San Fernando – San Fernando                              | 6 (clm) | Patrick Gretsch      | Patrick Gretsch              |
| 1re étape | 20 février | Zahara de los Atunes – Benalmádena                       | 197,9   | Javier Ramírez Abeja | Patrick Gretsch              |
| 2e étape  | 21 février | Malaga – Alto del Santuario de Nuestra Señora de Araceli | 150,7   | Alejandro Valverde   | Alejandro Valverde           |
| 3e étape  | 22 février | Montemayor – Las Gabias                                  | 157,1   | Óscar Freire         | Alejandro Valverde           |
| 4e étape  | 23 février | Cruzcampo Jaén – La Guardia de Jaén                      | 135,7   | Daniel Moreno        | Alejandro Valverde           |

## Récit de la course

### Prologue
|   | Coureur          | Pays      | Équipe            |    | Temps      |
| - | ---------------- | --------- | ----------------- | -- | ---------- |
| 1 | Patrick Gretsch  | Allemagne | Project 1t4i      | en | 6 min 49 s |
| 2 | Markel Irizar    | Espagne   | RadioShack-Nissan | +  | 2 s        |
| 3 | Jérôme Coppel    | France    | Saur-Sojasun      |    | 3 s        |
| 4 | Michael Matthews | Australie | Rabobank          |    | 6 s        |
| 5 | Gaëtan Bille     | Belgique  | Lotto-Belisol     |    | 8 s        |

|   | Coureur          | Pays      | Équipe            |    | Temps      |
| - | ---------------- | --------- | ----------------- | -- | ---------- |
| 1 | Patrick Gretsch  | Allemagne | Project 1t4i      | en | 6 min 49 s |
| 2 | Markel Irizar    | Espagne   | RadioShack-Nissan | +  | 2 s        |
| 3 | Jérôme Coppel    | France    | Saur-Sojasun      |    | 3 s        |
| 4 | Michael Matthews | Australie | Rabobank          |    | 6 s        |
| 5 | Gaëtan Bille     | Belgique  | Lotto-Belisol     |    | 8 s        |

### 1reétape
|   | Coureur              | Pays    | Équipe         |    | Temps           |
| - | -------------------- | ------- | -------------- | -- | --------------- |
| 1 | Javier Ramírez Abeja | Espagne | Andalucía      | en | 5 h 02 min 10 s |
| 2 | Luis Ángel Maté      | Espagne | Cofidis        | +  | m.t             |
| 3 | Will Routley         | Canada  | SpiderTech-C10 |    | 3 s             |
| 4 | Óscar Freire         | Espagne | Katusha        |    | m.t             |
| 5 | Juan José Lobato     | Espagne | Andalucía      |    | m.t             |

|   | Coureur          | Pays      | Équipe            |    | Temps           |
| - | ---------------- | --------- | ----------------- | -- | --------------- |
| 1 | Patrick Gretsch  | Allemagne | Project 1t4i      | en | 5 h 09 min 02 s |
| 2 | Markel Irizar    | Espagne   | RadioShack-Nissan | +  | 2 s             |
| 3 | Jérôme Coppel    | France    | Saur-Sojasun      |    | 3 s             |
| 4 | Michael Matthews | Australie | Rabobank          |    | 6 s             |
| 5 | Gaëtan Bille     | Belgique  | Lotto-Belisol     |    | 8 s             |

### 2eétape
|   | Coureur            | Pays        | Équipe            |    | Temps           |
| - | ------------------ | ----------- | ----------------- | -- | --------------- |
| 1 | Alejandro Valverde | Espagne     | Movistar          | en | 4 h 02 min 37 s |
| 2 | Denis Menchov      | Russie      | Katusha           | +  | 10 s            |
| 3 | Rein Taaramäe      | Estonie     | Cofidis           |    | m.t             |
| 4 | Fränk Schleck      | Luxembourg  | RadioShack-Nissan |    | m.t             |
| 5 | Sergueï Lagoutine  | Ouzbékistan | Vacansoleil-DCM   |    | 13 s            |

|   | Coureur            | Pays        | Équipe          |    | Temps           |
| - | ------------------ | ----------- | --------------- | -- | --------------- |
| 1 | Alejandro Valverde | Espagne     | Movistar        | en | 9 h 11 min 58 s |
| 2 | Rein Taaramäe      | Estonie     | Cofidis         | +  | 3 s             |
| 3 | Jérôme Coppel      | France      | Saur-Sojasun    |    | 8 s             |
| 4 | Denis Menchov      | Russie      | Katusha         |    | 14 s            |
| 5 | Sergueï Lagoutine  | Ouzbékistan | Vacansoleil-DCM |    | 15 s            |

### 3eétape
|   | Coureur          | Pays      | Équipe          |    | Temps           |
| - | ---------------- | --------- | --------------- | -- | --------------- |
| 1 | Óscar Freire     | Espagne   | Katusha         | en | 3 h 41 min 55 s |
| 2 | Daniel Schorn    | Autriche  | NetApp          | +  | m.t             |
| 3 | Michael Matthews | Australie | Rabobank        |    | m.t             |
| 4 | Marco Marcato    | Italie    | Vacansoleil-DCM |    | m.t             |
| 5 | Simon Geschke    | Allemagne | Project 1t4i    |    | m.t             |

|   | Coureur            | Pays        | Équipe          |    | Temps            |
| - | ------------------ | ----------- | --------------- | -- | ---------------- |
| 1 | Alejandro Valverde | Espagne     | Movistar        | en | 12 h 53 min 33 s |
| 2 | Rein Taaramäe      | Estonie     | Cofidis         | +  | 3 s              |
| 3 | Jérôme Coppel      | France      | Saur-Sojasun    |    | 8 s              |
| 4 | Denis Menchov      | Russie      | Katusha         |    | 14 s             |
| 5 | Sergueï Lagoutine  | Ouzbékistan | Vacansoleil-DCM |    | 15 s             |

### 4eétape
|   | Coureur            | Pays        | Équipe            |    | Temps          |
| - | ------------------ | ----------- | ----------------- | -- | -------------- |
| 1 | Daniel Moreno      | Espagne     | Katusha           | en | 3h 14 min 54 s |
| 2 | Alejandro Valverde | Espagne     | Movistar          | +  | 2 s            |
| 3 | Samuel Sánchez     | Espagne     | Euskaltel-Euskadi |    | m.t            |
| 4 | Sergueï Lagoutine  | Ouzbékistan | Vacansoleil-DCM   |    | m.t            |
| 5 | Jelle Vanendert    | Belgique    | Lotto-Belisol     |    | m.t            |

|   | Coureur            | Pays        | Équipe          |    | Temps            |
| - | ------------------ | ----------- | --------------- | -- | ---------------- |
| 1 | Alejandro Valverde | Espagne     | Movistar        | en | 16 h 07 min 29 s |
| 2 | Rein Taaramäe      | Estonie     | Cofidis         | +  | 3 s              |
| 3 | Jérôme Coppel      | France      | Saur-Sojasun    |    | 8 s              |
| 4 | Denis Menchov      | Russie      | Katusha         |    | 14 s             |
| 5 | Sergueï Lagoutine  | Ouzbékistan | Vacansoleil-DCM |    | 15 s             |